# Klaus Albert
Klaus Albert (* 8. Februar 1951) ist ein ehemaliger deutscher Fußballspieler. Ab Juli 1974 spielte er für Schwarz-Weiß Essen in der 2. Bundesliga Nord, nachdem er für den Verein zuvor schon vier Spielzeiten in der Regionalliga West aktiv gewesen war. Zur Saison 1977/78 ging er zu Fortuna Köln. Zwei Jahre später wechselte er innerhalb Kölns zum SC Viktoria. Dort beendete er 1981 seine Profilaufbahn. Insgesamt bestritt Albert 216 Spiele in der 2. Bundesliga und erzielte dabei 15 Tore.